# Lucio Junio Bruto
Lucio Junio Bruto (f. 509 a. C.) fue un político y militar romano del siglo VI a. C., uno de los fundadores de la República y uno de los más famosos personajes de la historia tradicional de la Ciudad Eterna.
Su nombre en latín era L. Iunius M. f. Brutus.

## Origen

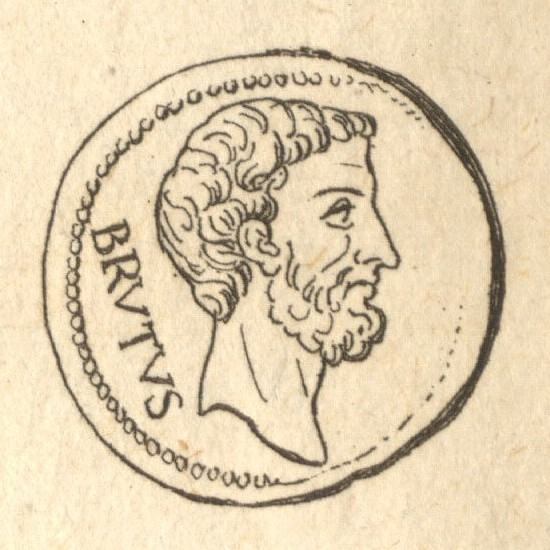
Monedas con el rostro de Lucio Junio Bruto y Servio Ahala.

De origen patricio e hijo de Tarquinia, una hermana de Tarquinio el Soberbio, se desconocen muchos datos de su vida, principalmente por la falta de fuentes históricas solventes. Por tanto, algunas informaciones sobre su persona están envueltas en la leyenda. La fuente de información principal de la que disponemos para reconstruir su vida proviene, como sucede en la etapa monárquica, del historiador Tito Livio.
El último rey de Roma, llamado Lucio Tarquinio el Soberbio, era etrusco y descendiente de Tarquinio Prisco, un rey que había conseguido el trono mediante argucias después de Anco Marcio. Durante el tiempo de los Tarquinios, el reino se había extendido hasta alcanzar 800 km² y la ciudad albergaba a unos treinta y cinco mil habitantes. Las ciudades latinas reconocían la fuerza del rey romano y le eran serviles.
Lucio Junio Bruto acompañó a los hijos de Tarquinio a un viaje al oráculo de Delfos, al que preguntaron quién sería el próximo gobernante de Roma. El oráculo respondió que la siguiente persona que besara a su madre llegaría a ser rey. Sólo Bruto interpretó que «madre» se refería a la madre Tierra, así que fingió tropezar y besó el suelo. Resultado de ello fue una fuerte persecución política contra su persona de la que se salvó incluso de ser asesinado. Según Tito Livio, su habilidad para simular ser disminuido psíquico le sirvió para evitar la muerte  (en latín, brutus se traduce por «estúpido»)

## La República
Es muy probable que con la llegada al trono de Tarquinio el Soberbio las familias nobles de Roma se vieran parcialmente marginadas del poder por los intentos del rey etrusco de restringir las convocatorias del Senado, órgano que era el medio de expresión de la clase aristocrática y contrapeso al poder monárquico.[cita requerida] Este hecho, unido a su arbitrariedad, no harían más que aumentar el malestar de la población romana, llegando a su cénit, según la tradición, cuando el hijo de Tarquinio el Soberbio, Sexto Tarquinio, violó y mancilló el honor de una noble casada llamada Lucrecia, la cual optó por suicidarse ante la ofensa recibida.

Por esta sangre tan casta antes del ultraje del hijo del rey, juro, y os pongo a vosotros, dioses, por testigos, que yo perseguiré a Lucio Tarquinio el Soberbio, a su criminal esposa y a toda su descendencia a sangre y fuego y con todos los medios que en adelante estén en mi mano, y no consentiré que ellos ni ningún otro reinen en Roma.
 Juramento de Bruto tras presenciar el suicidio de Lucrecia.

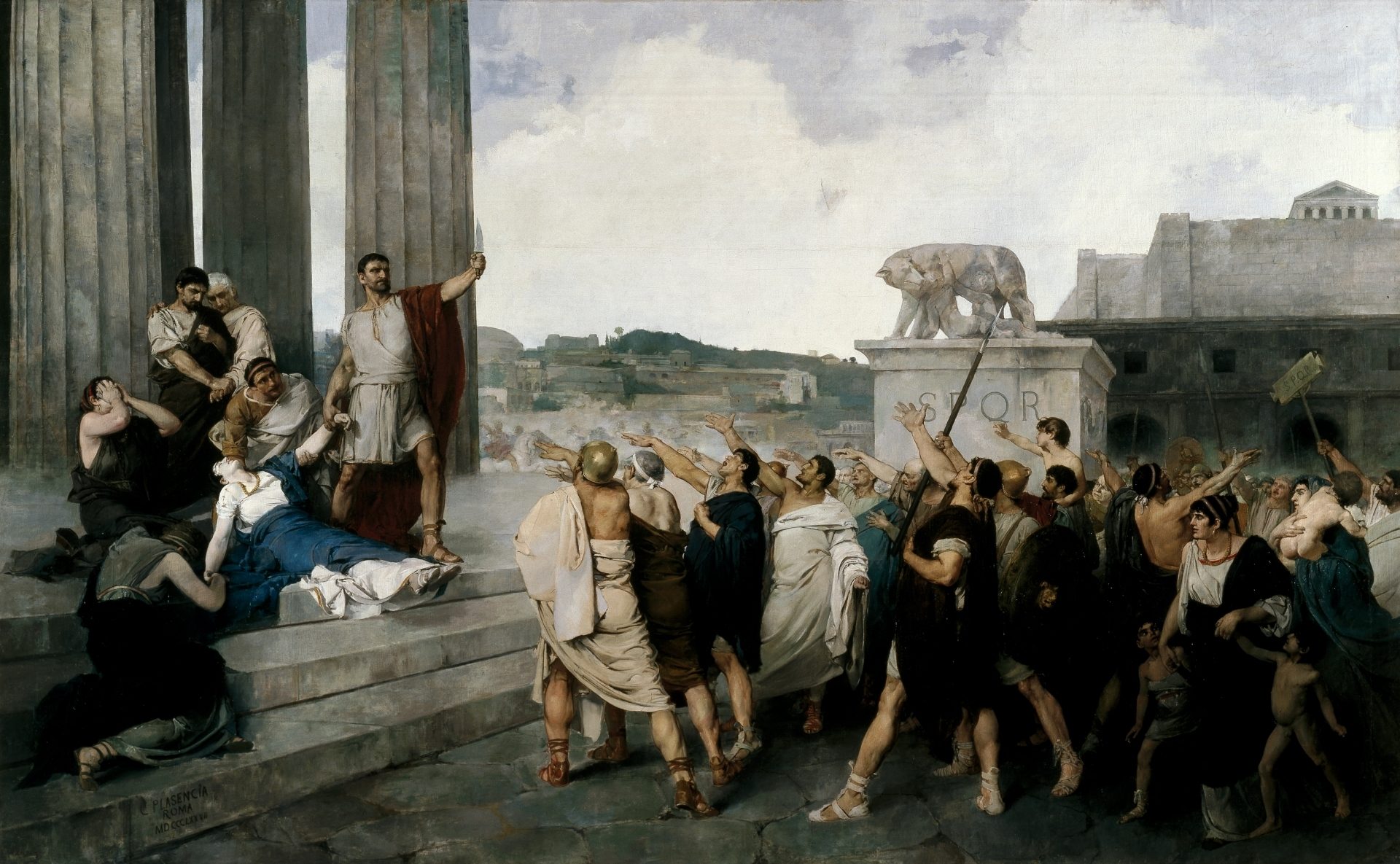
El origen de la República romana, obra de Casto Plasencia (1877), conservado en el Museo del Prado. La pintura muestra el momento en el que Bruto muestra el cadáver de Lucrecia exigiendo venganza contra el rey de Roma, lo que supuso el nacimiento de la República.

Este acontecimiento fue aprovechado hábilmente por Lucio Junio Bruto para agitar a la población y forzar la expulsión de la dinastía de los Tarquinios. Aprovechando el vacío de poder creado, estableció un nuevo sistema político: la República. Se cree que esto ocurrió en el año 509 o 505 a. C. Alguna tendencia historiográfica[¿quién?] ha llegado a apuntar incluso que el derrocamiento del último rey etrusco no tenía como objetivo acabar con la monarquía sino la ocupación del trono por parte del mismo Lucio Junio Bruto.
Inmediatamente se creó un Senado permanente y se designaron dos magistrados, que ejecutarían las decisiones de los senadores, a los que se les llamó pretores y luego cónsules. Los primeros cónsules de la República fueron Bruto y Lucio Tarquinio Colatino, el esposo de la finada Lucrecia.

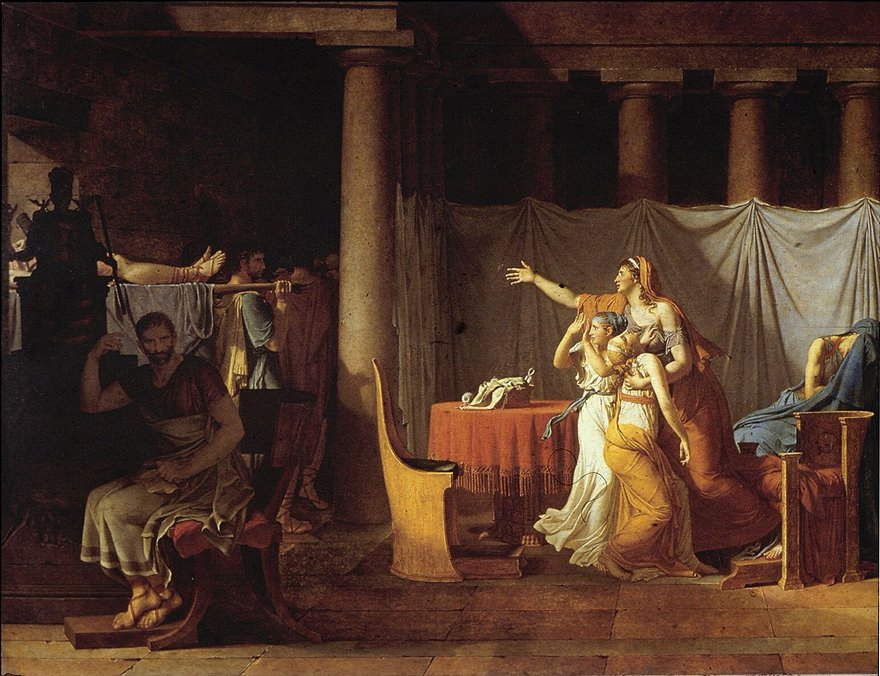
Los lictores llevan a Bruto el cuerpo de sus hijos, 1789, Jacques Louis David, óleo sobre lienzo, 323 x 422 cm, Museo del Louvre, París.

No obstante, la primera medida que tomó Junio Bruto como cónsul de Roma fue presionar a Tarquinio Colatino para que abandonara su cargo político basándose en que era un miembro emparentado con la familia etrusca de los Tarquinios. Una vez expulsado Colatino, el senado hizo extensiva la expulsión a toda la familia. Paradójicamente Lucio Junio Bruto tenía un grado de parentesco superior con el rey depuesto que el desterrado Colatino.
Los primeros momentos de la joven República fueron muy difíciles debido a las conspiraciones fomentadas desde el interior de la ciudad y desde el exterior por los Tarquinios y sus seguidores. De acuerdo a Plutarco, en una de las conspiraciones tomaron parte los mismos hijos de Lucio Junio Bruto. Descubierta la trama, el fundador de la República no vaciló en ordenar el ajusticiamiento de sus propios hijos, presenciando in situ la ejecución.
Fue en una de las tentativas emprendidas por los seguidores del antiguo rey donde Lucio Junio Bruto encontró la muerte. Fue en el mismo año 509 a. C.
Varios siglos después, un miembro de la familia Bruto, Marco Junio Bruto, se vio implicado en la conspiración contra Julio César en los idus de marzo de 44 a. C.
La república como sistema político en Roma se instauró en el mismo año de la muerte de su precursor, 509 a. C., y se prolongó hasta el año 27 a. C. cuando César Augusto inauguró el período imperial.